# Balón de Oro 1979

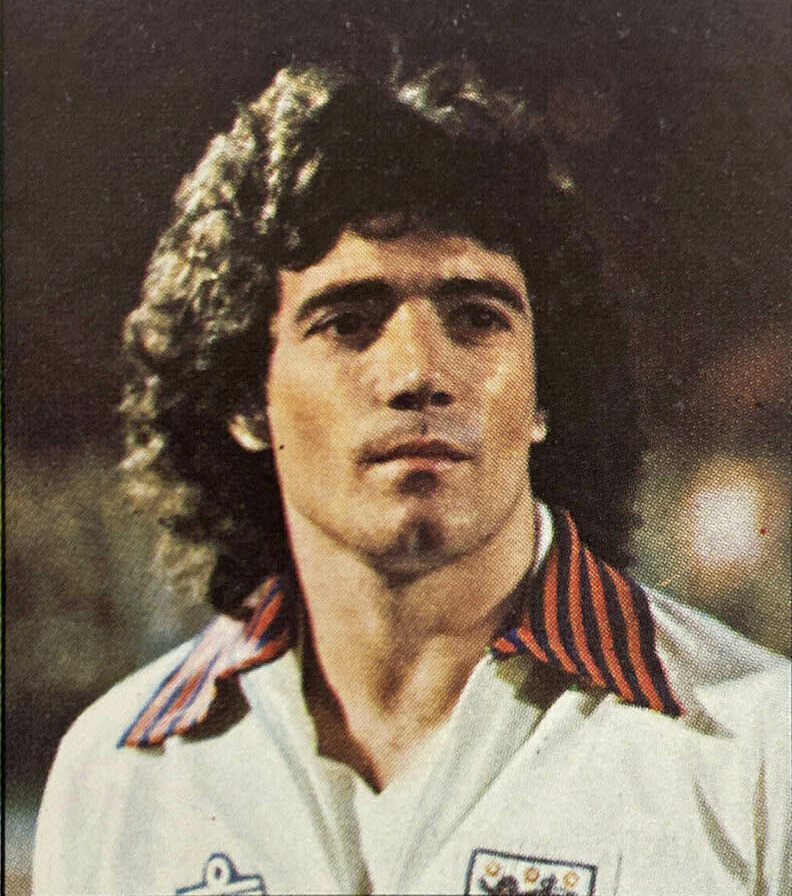
Carta Panini de Kevin Keegan

La edición de 1979 del Balón de Oro, 24ª edición del premio de fútbol creado por la revista francesa France Football, fue ganada por el inglés Kevin Keegan (Hamburgo).
El jurado estuvo compuesto por 26 periodistas especializados, de cada una de las siguientes asociaciones miembros de la UEFA: Alemania Occidental, Alemania Oriental, Austria, Bélgica, Bulgaria, Checoslovaquia, Dinamarca, España, Escocia, Finlandia, Francia, Grecia, Hungría, Inglaterra, Irlanda, Italia, Luxemburgo, Países Bajos, Polonia, Portugal, Rumanía, Suecia, Suiza, Turquía, Unión Soviética y Yugoslavia.
El resultado de la votación fue publicado en el número 1759 de France Football, el 25 de diciembre de 1979.

## Sistema de votación
Cada uno de los miembros del jurado elige a los que a su juicio son los cinco mejores futbolistas europeos. El jugador elegido en primer lugar recibe cinco puntos, el elegido en segundo lugar cuatro puntos y así sucesivamente.
De esta forma, se repartieron 390 puntos, siendo 130 el máximo número de puntos que podía obtener cada jugador (en caso de que los 26 miembros del jurado le asignaran cinco puntos).

## Clasificación final
| Puesto | Jugador               | Equipo                               | Votos | Votos | Votos | Votos | Votos | Votos | Puntos balón de oro 1980 |
| Puesto | Jugador               | Equipo                               | 1º    | 2º    | 3º    | 4º    | 5º    | Total | Puntos balón de oro 1980 |
| ------ | --------------------- | ------------------------------------ | ----- | ----- | ----- | ----- | ----- | ----- | ------------------------ |
| 1º     | Kevin Keegan          | Hamburgo                             | 18    | 6     |       | 2     |       | 26    | 118                      |
| 2º     | Karl-Heinz Rummenigge | Bayern Múnich                        | 2     | 5     | 5     | 3     | 1     | 16    | 52                       |
| 3º     | Ruud Krol             | Ajax                                 | 3     |       | 4     | 6     | 2     | 15    | 41                       |
| 4º     | Manfred Kaltz         | Hamburgo                             | 1     | 2     | 3     | 2     | 1     | 9     | 27                       |
| 5º     | Michel Platini        | Nancy / Saint-Étienne                | 1     | 2     | 2     | 1     | 2     | 8     | 23                       |
| 6º     | Paolo Rossi           | Lanerossi Vicenza / Perugia          |       | 2     | 1     | 2     | 1     | 6     | 16                       |
| 7º     | Trevor Francis        | Detroit Express / Nottingham Forest  |       | 2     | 1     |       | 2     | 5     | 13                       |
|        | Liam Brady            | Arsenal                              |       | 1     | 1     | 2     | 2     | 6     | 13                       |
| 9º     | Zbigniew Boniek       | Widzew Łódź                          |       | 2     |       |       |       | 2     | 8                        |
|        | Zdeněk Nehoda         | Dukla Praga                          |       |       | 2     |       | 2     | 4     | 8                        |
| 11º    | Kenny Dalglish        | Liverpool                            |       | 1     | 1     |       |       | 2     | 7                        |
|        | Allan Simonsen        | Borussia Mönchengladbach / Barcelona |       | 1     |       | 1     | 1     | 3     | 7                        |
| 13º    | Paul Breitner         | Bayern Múnich                        |       |       | 2     |       |       | 2     | 6                        |
|        | Kees Kist             | AZ '67                               |       |       | 1     | 1     | 1     | 3     | 6                        |
| 15º    | Johnny Rep            | Bastia / Saint-Étienne               | 1     |       |       |       |       | 1     | 5                        |
|        | Tony Woodcock         | Nottingham Forest / Colonia          |       | 1     |       |       | 1     | 2     | 5                        |
|        | Hans Krankl           | Barcelona                            |       |       | 1     | 1     |       | 2     | 5                        |
|        | Safet Sušić           | Sarajevo                             |       |       | 1     | 1     |       | 2     | 5                        |
| 19º    | Uli Stielike          | Real Madrid                          |       | 1     |       |       |       | 1     | 4                        |
| 20º    | Marius Trésor         | Olympique Marsella                   |       |       | 1     |       |       | 1     | 3                        |
| 21º    | João Alves            | Benfica / París Saint-Germain        |       |       |       | 1     |       | 1     | 2                        |
|        | Franco Causio         | Juventus                             |       |       |       | 1     |       | 1     | 2                        |
|        | Gordon McQueen        | Manchester United                    |       |       |       | 1     |       | 1     | 2                        |
|        | René van de Kerkhof   | PSV Eindhoven                        |       |       |       | 1     |       | 1     | 2                        |
|        | Bruno Pezzey          | Eintracht Frankfurt                  |       |       |       |       | 2     | 2     | 2                        |
|        | Simon Tahamata        | Ajax                                 |       |       |       |       | 2     | 2     | 2                        |
| 27º    | Juan Manuel Asensi    | Barcelona                            |       |       |       |       | 1     | 1     | 1                        |
|        | Trevor Brooking       | West Ham United                      |       |       |       |       | 1     | 1     | 1                        |
|        | Ronnie Hellström      | Kaiserslautern                       |       |       |       |       | 1     | 1     | 1                        |
|        | Hansi Müller          | Stuttgart                            |       |       |       |       | 1     | 1     | 1                        |
|        | Antonín Panenka       | Bohemians Praga                      |       |       |       |       | 1     | 1     | 1                        |
|        | Walter Schachner      | Austria Viena                        |       |       |       |       | 1     | 1     | 1                        |

## Curiosidades
- Primera edición desde 1967 en la que no aparece Johan Cruyff.